# Nesophontes micrus
Chuột chù Tây Cuba (Nesophontes micrus) là một loài động vật có vú trong họ Nesophontidae, bộ Soricomorpha. Loài này được G. M. Allen mô tả năm 1917. Loài này được tìm thấy ở Cuba và Haiti.